# Université d'État de San Francisco
L'université d'État de San Francisco est un établissement d'enseignement supérieur situé dans la ville de San Francisco en Californie. Fondée en 1899, elle demeure une université publique, à la différence de Stanford. Elle compte plus de 28 628 étudiants en 2006 et emploie 3 831 personnes au total. Son président est Robert A. Corrigan. Elle fait partie du système du California State University (université d'État de Californie) qui compte plus de 410 000 étudiants sur 23 campus dans plusieurs villes. Elle se situe près du lac Merced, à Fort Funston, au sud-ouest de San Francisco et juste au nord de Daly City. Son campus mesure 54,22 hectares.

## Personnalités liées à l'université

### Professeurs
- Ron Dellums, personnalité politique afro-américain
- Myung Mi Kim, poète et professeur de littérature
- Ron Silliman, poète et professeur de poétique
- Dodie Bellamy, poétesse, romancière, essayiste, journaliste et universitaire

### Étudiants
- Rae Armantrout, poète et universitaire,
- Ron Dellums, personnalité politique afro-américaine,
- Ernest J. Gaines, écrivain,
- Eva Galperin, spécialiste de la cybersécurité,
- Ron Silliman, poète, essayiste, critique littéraire, éditeur et universitaire,
- Tsering Wangmo Dhompa, poétesse et écrivain d'origine tibétaine,